# Port Washington (Ohio)
Port Washington es una villa ubicada en el condado de Tuscarawas en el estado estadounidense de Ohio. En el Censo de 2010 tenía una población de 569 habitantes y una densidad poblacional de 427,42 personas por km².

## Geografía
Port Washington se encuentra ubicada en las coordenadas 40°19′36″N 81°31′9″O / 40.32667, -81.51917. Según la Oficina del Censo de los Estados Unidos, Port Washington tiene una superficie total de 1.33 km², de la cual 1.33 km² corresponden a tierra firme y (0%) 0 km² es agua.

## Demografía
Según el censo de 2010, había 569 personas residiendo en Port Washington. La densidad de población era de 427,42 hab./km². De los 569 habitantes, Port Washington estaba compuesto por el 97.72% blancos, el 0% eran afroamericanos, el 0% eran amerindios, el 0.18% eran asiáticos, el 0% eran isleños del Pacífico, el 1.76% eran de otras razas y el 0.35% pertenecían a dos o más razas. Del total de la población el 1.76% eran hispanos o latinos de cualquier raza.